# Gesomyrmex hoernesi
Gesomyrmex hoernesi är en myrart som beskrevs av Mayr 1868. Gesomyrmex hoernesi ingår i släktet Gesomyrmex och familjen myror. Inga underarter finns listade i Catalogue of Life.